# Miękinia (województwo małopolskie)
Miękinia – wieś w Polsce, położona w województwie małopolskim, w powiecie krakowskim, w gminie Krzeszowice, nad potokiem Miękinia i na południowo-zachodnim zboczu Doliny Miękini oraz na wschodnim stoku Miękińskiej Góry.

## Integralne części wsi
| SIMC    | Nazwa    | Rodzaj     |
| ------- | -------- | ---------- |
| 0324257 | Olkówki  | część wsi  |
| 0324270 | Stawiska | przysiółek |
| 0324263 | Wzgórze  | część wsi  |

## Historia i osobliwości geologiczne
W 1595 roku wieś położona w powiecie proszowskim województwa krakowskiego była własnością wojewodziców krakowskich: Gabriela, Andrzeja i Jana Magnusa Tęczyńskich. Wieś wchodziła w 1662 roku w skład hrabstwa tęczyńskiego Łukasza Opalińskiego.
W środkowej części Miękini, tuż pod powierzchnią gleby rozciąga się duża płyta zastygłej lawy porfirowej, grubej na kilkadziesiąt metrów. Płyta przecięta jest Doliną Miękini na dwa oddzielne płaty, znacznie większa jest po zachodniej stronie tej doliny. Eksploatowana była głównie płyta porfiru po zachodniej stronie doliny, w pobliżu Miękińskiej Góry (445 m), kilka mniejszych łomów znajdowało się też po wschodniej stronie wsi. Wulkan znajdujący się we wsi, był czynny na początku okresu permskiego, a „porfir miękiński” powstał wskutek wylewu powierzchniowego (tzw. trap magmowy). Rozpoczęcie jego wydobycia sięga XVIII w. Kamieniołom porfiru należący do gminy Miękinia służył początkowo miejscowej ludności do celów gospodarczych. Tutejszy kamieniołom 3 i 4 lipca 1787 odwiedzał król Stanisław August Poniatowski, podczas podróży po „ziemi krzeszowickiej”. Do 1795 wieś wchodziła w skład powiatu krakowskiego i województwa krakowskiego, a od lipca 1796 do 15 lipca 1809 w skład cyrkułu krakowskiego Galicji Zachodniej.
W latach 1815–1846 wieś położona była na terenie Wolnego Miasta Krakowa, potem w zaborze austriackim. W latach 1846–1853 Miękinia wchodziła w skład powiatu krakowskiego. Na północ od Miękini w latach 1855–1867 czynna była kopalnia galmanu Artur. Na większą skalę wydobywanie porfiru rozpoczęto tutaj w 1852. W 1864 łom wykupił z gminy Józef Noworytko, a ok. 1900 nowym właścicielem kamieniołomu został Józef Baranowski z Trzebini. W latach 1906–1918 kamieniołom stał się własnością czesko-niemieckiej firmy Steinwerke Herman Kulka In Troppen (H. Kulka i Spółka) z Opawy, którego wspólnikiem była niemiecka firma Harstein u.Schotterwerke z Berlina. Główne rynki zbytu tego materiału, były tereny Galicji, Śląska oraz Wiednia. Firma Hermana Kulki utworzyła wysoko zmechanizowaną firmę składającą się z zakładu przeróbczego, w którym były maszyny parowe, motory, młyny, kruszarki, przewiewniki umieszczone w obiektach zamkniętych, kolejki wąskotorowe. W 1908 firma ta wybudowała kolejkę linową o długości 3,6 km do Krzeszowic, gdzie urządziła nowoczesna ładownię kamienia do wagonów kolejowych. Produkcja kamieniołomu wynosiła 230 000 ton na rok. Powstała też szkoła. W 1918 kamieniołomy zostały sprzedane spółce miast: Krakowa, Lwowa i Tarnowa, która funkcjonowała pod nazwą Kamieniołomy miast galicyjskich w Krakowie, a w 1922 zmieniła ją na Kamieniołomy Miast Małopolskich w Krakowie. W okresie międzywojennym zatrudnienie wynosiło ok. 1000 pracowników. W kamieniołomie miękińskim ciosano kamień na budowę dróg w całym kraju W czasie II Rzeczypospolitej wieś należała do powiatu chrzanowskiego w województwie krakowskim. 1 sierpnia gmina jednostkowa Miękinia została przyłączona do zbiorowej gminy Nowa Góra. Od 26 października 1939 do 18 stycznia 1945 wieś należała do gminy Kressendorf w Landkreis Krakau, dystryktu krakowskiego w Generalnym Gubernatorstwie. W 1940 została zniesiona, wchodząc w skład gminy Kressendorf (powiat krakowski).
24 listopada 1943 SS rozstrzelało rodzinę Noworytów za pomoc partyzantom.
Po II wojnie światowej wieś ponownie należała do przywróconej gminy Nowa Góra, trwało to do 29 września 1954 wraz z reformą wprowadzającą gromady w miejsce gmin. W 1954 przekazano do użytku nowy budynek szkolny. W kamieniołomie porfir mielono przeważnie na grysy i drobne kruszywo do produkcji betonów, budowy dróg. W 1960 zlikwidowano przestarzałą już kolejkę linowa, a wybudowano bocznicę kolejową do stacji kolejowej w Krzeszowicach. Czerwony porfir stosowany był do wyrobu materiałów drogowych (kamień łamany, tłuczeń, kliniec i grysy). Kostka brukowa z porfiru miękińskiego należała do materiałów kamiennych najbardziej typowych, a zarazem mających dużą wytrzymałość. Byłe budynki młynów kamieniarskich powstały na początku lat 60. XX w. Był to zakład przetwórstwa porfiru wydobywanego w kamieniołomach miękińskich, które zatrudniały wówczas ok. 2500 osób. Zakład zamknięto w 1975. Maszyny przeniesiono do kamieniołomu w Zalasie, gdzie nadal jest wydobywany porfir. Zlikwidowano również bocznicę kolejową do pobliskich Krzeszowic. Od 1 stycznia 1973 do 14 stycznia 1976 Miękinia należała do gminy Nowa Góra, a następnie do gminy Krzeszowice. W latach 1975–1998 miejscowość administracyjnie należała do województwa krakowskiego.
Obecnie na terenie dawnego kamieniołomu istnieje ogromne nieczynne wyrobisko o powierzchni 40 ha i głębokości do ok. 50 m. Na dnie łomu znajduje się staw zasilany wodą źródlaną. Jest ono obecnie wykorzystywane jako teren rekreacyjny. Na jego terenie znajduje się jeden z punktów Małopolskiego Szlaku Geoturystycznego. Na 16 hektarowym wydzielonym wschodnim terenie tego byłego kamieniołomu odbywają się amatorskie rajdy samochodami terenowymi oraz zawody paintballowe. Obok niego mieści się Ośrodek Szkoleniowo-Dydaktyczny AGH z miejscami noclegowymi. W 2011 na południowym stoku Miękińskiej Góry przy Drodze Tęczyńskiej została założona winnica.

## Szlaki rowerowe
– z Krzeszowic przez Miękinię, Dolinę Kamienic, Wolę Filipowską, Puszczę Dulowską, Las Orlej, rezerwat przyrody Dolina Potoku Rudno, Sankę, Dolinę Sanki i Niedźwiedzią Górę do Krzeszowic.
 – z Krzeszowic przez Tenczynek, Brzoskwinię, Las Zwierzyniecki, Las Zabierzowski, Szczyglice do Krakowa.

## Zabytki
Obiekt wpisany do rejestru zabytków nieruchomych województwa małopolskiego.
- Budynek dyrekcji kopalni został wybudowany w 1927 roku. Aktualnie (2013) w willi prowadzi działalność Placówka Opiekuńczo-Wychowawcza „Spokojna Przystań”[17].